# 松原英夫
松原 英夫（まつばら ひでお、1957年1月22日 - ）は、日本の外交官、法務官僚。在フランス日本国大使館一等書記官や、外務省領事局企画官兼領事体制強化室長等を経て、2018年から2022年にかけてギニア駐箚特命全権大使。

## 人物・経歴
1980年京都産業大学外国語学部仏語学科卒業、法務省入国管理局入局。その後外務省に入省し、1984年在フランス日本国大使館に配属。外務省中近東アフリカ局アフリカ第1課、在カメルーン日本国大使館等での勤務を経て、在ニューヨーク日本国総領事館領事、在ホーチミン日本国総領事館領事を歴任。2009年在フランス日本国大使館一等書記官。その後、外務省領事局旅券課上席専門官、外務省領事局政策課企画官・領事体制強化室長、在ブルキナファソ日本国大使館参事官等を経て、2018年からギニア駐箚特命全権大使を務め、天皇（当時。令和時代の上皇）からの「友好関係の増進を希望する」との言葉を、ギニア大統領のアルファ・コンデに伝達するなどし、二国間関係の増進にあたった。2022年12月9日、ギニア駐箚特命全権大使を依願辞職。